# Leap of Faith (Bruce Springsteen)
Leap of Faith è il secondo singolo estratto da Lucky Town, il decimo album in studio del cantautore statunitense Bruce Springsteen. È stato pubblicato nell'ottobre del 1992. La canzone si caratterizza per il suo ritornello allegro e per il testo ottimista.
Il brano diventerà uno dei pezzi preferiti dal pubblico nei concerti dal vivo di quel periodo.

## Tracce
7" Single Columbia 658369-7
1. Leap of Faith – 3:27
2. Leap of Faith (Live) – 3:40

12" Single Columbia 658138-6
1. Leap of Faith – 3:27
2. Leap of Faith (Live) – 3:40
3. 30 Days Out – 4:42

## Classifiche
| Classifica (1992)             | Posizione massima |
| ----------------------------- | ----------------- |
| Canada                        | 48                |
| Italia                        | 16                |
| Paesi Bassi                   | 38                |
| Regno Unito                   | 46                |
| Stati Uniti (mainstream rock) | 28                |
| Svezia                        | 23                |